# Колцько-Кривотинська сільська рада
Колцько-Кривотинська сільська рада — колишня адміністративно-територіальна одиниця та орган місцевого самоврядування в Лугинському районі Коростенської й Волинської округ та Київської області Української РСР з адміністративним центром у селі Колцький Кривотин.

## Населені пункти
Сільській раді на час ліквідації були підпорядковані населені пункти:
- с. Колцький Кривотин
- х. Великоднє
- х. Камінь

## Населення
Кількість населення ради, станом на 1923 рік, становила 1 091 особу, кількість дворів — 210, у 1924 році налічувалося 1 315 осіб.
У 1926 році чисельність населення сільської ради становила 608 осіб, у 1931 році — 612 осіб.

## Історія та адміністративний устрій
Створена 1923 року в складі сіл Колцький Кривотин та Охотівка Лугинської волості Коростенського повіту Волинської губернії. 7 березня 1923 року увійшла до складу новоствореного Лугинського району Коростенської округи. 8 вересня 1925 року затверджена як польська національна сільська рада. Тоді ж с. Охотівка виділене в окрему Охотівську сільську раду Лугинського району. Станом на 17 грудня 1926 року на обліку в раді числяться хутори Великоднє та Камінь. За іншими даними, х. Великоднє значиться в підпорядкуванні ради на поч. 1924 року.
5 лютого 1933 року, відповідно до постанови Київського облвиконкому «Про переведення Колцько-Кривотинської сільради Лугинського району до Кривотинської сільради Емільчинського району», приєднана до складу Кривотинської сільської ради Емільчинського району Київської області.